# شهادة المطابقة
شهادة المُطابَقَة -المعروفة أيضًا في روسيا بشهادة الجودة، أو شهادة السلامة، أو الشهادة الجمركيَّة- وهي شهادة على تطابُقِ أحد المُنتَجَات أو الخدمات مع شروط الجَوّدَة والسلامة القانونية. وهُناك نوعان من شهادة المُطَابَقَة: الأول يدُلُ على التطابُقِ مع المعايير الوطنية المعروفة بمعيار الدولة، والثاني يدُلُ على التطابُقِ مع نظامٍ فنيٍّ مُعَيَّن. ويجوزُ اعتماد الشهادة على أساسٍ إلزاميٍّ أو طوعيّ. كما يجوز الحصول على الشهادة بموجب عَقدٍ، أو لكل شحنةٍ، أو عن الإنتاج المُتَسَلسِل للمُنتَجَات التجاريَّة.